# Ivaň, Prostějov
Ivaň là một làng thuộc huyện Prostějov, vùng Olomoucký, Cộng hòa Séc.